# هیدرولیک

هیدرولیک زیرشاخه‌ای از مهندسی رودخانه و مکانیک کلاسیک (به طور اخص مکانیک سیالات) است.

هیدرولیک، (به فرانسوی: Hydraulique، هیدرولیک) (به انگلیسی: Hydraulics، هایدرولِکس) مبحثی است که به روش‌های کاربردی استفاده از سیالات تحت فشار می‌پردازد.
هیدرولیک دانشی است که به استفاده از ویژگی‌های فیزیکی مایعات، به‌ویژه در انتقال و تقویت نیرو، می‌پردازد. این علم بر پایه قانون پاسکال شکل گرفته که می‌گوید فشار واردشده به یک مایع در یک محفظهٔ بسته به‌صورت یکسان به همه‌جا منتقل می‌شود. به همین دلیل، می‌توان با نیرویی کم در یک نقطه، نیروی بزرگی در نقطه‌ای دیگر ایجاد کرد؛ مثل آنچه در جک خودرو یا ترمز هیدرولیکی دیده می‌شود.
هیدرولیک شاخه‌ای از مکانیک سیالات است و کاربردهای فراوانی در صنعت، خودرو، سدسازی، لوله‌کشی و حتی بدن انسان دارد. از گذشته‌های دور، تمدن‌هایی مانند ایران باستان، یونان، چین، هند و جهان اسلام از روش‌های پیشرفته‌ای برای انتقال و مهار آب استفاده می‌کردند. در دورهٔ اسلامی، مخترعانی مانند الجزری دستگاه‌هایی ساختند که با نیروی آب کار می‌کردند. در دوران مدرن، دانشمندانی مانند پاسکال پایه‌های نظری هیدرولیک را گسترش دادند و آن را وارد صنعت کردند.
هیدرولیک، از واژه‌های یونانی «هیدور» (به‌معنای آب) و «آولوس» (به‌معنای لوله)، گرفته شده و به بررسی و استفاده از ویژگی‌های مکانیکی مایعات می‌پردازد. اگر پنوماتیک را علمی بدانیم که با گازها کار می‌کند، هیدرولیک معادل آن برای مایعات است، مخصوصاً آب یا روغن.
هیدرولیک امروزه نه‌تنها در ماشین‌آلات سنگین، بلکه در آموزش، پزشکی، و زیرساخت‌های شهری نیز نقشی کلیدی دارد.
سامانه‌های هیدرولیک که یکی از ۲ زیرمجموعه کلی سامانه‌های انرژی سیالات هستند (گونه دیگر پنوماتیکالگوژی است)، برای انتقال انرژی استفاده می‌شوند. مزیت هیدرولیک نسبت به روش‌های انتقال انرژی مکانیکی و الکتریکی، قابلیت افزایش نیرو در حین انتقال و تغییر سریع جهت حرکت است 4 سیار؛ (از این نوع سیستم هیدرولیک در ساخت دستگاه هایی مانند  دریل CNC استفاده می شود) از آنجا که در هیدرولیک انتقال انرژی با کمک یک سیال هیدرولیک انجام می‌شود و سیالات به طور کلی قابلیت شکل‌پذیری دارند و می‌توان آن‌ها را از مسیرهای دلخواه عبور داد.

## هیدرولیک و مزایای هیدرولیک چیست ؟
مبحثی است که به روش‌های کاربردی استفاده از سیالات تحت فشار می‌پردازد.

### مزایای سیستم هیدرولیک
سادگی و دقت کنترل : کنترل نیروهای بزرگ با اعمال کمترین نیرو قابل انجام است. همچنین امکان دست یابی به گشتاور یا توان ثابت در سرعت های متغیر وجود دارد.

## یادکرد منابع
1. ↑  Das and  Saikia, 1.
2. ↑  Das and  Saikia, 1.
3. ↑  جانسون، ۱.
4. ↑  جانسون، ۱.
5. ↑  «هیدرولیک بهفن بزرگترین فروشگاه قطعات هیدرولیکی». دریافت‌شده در ۲۰۲۵-۰۶-۰۸.